# 德施尼茨
德施尼茨是德国图林根州的一个市镇。总面积6.28平方公里，总人口270人，其中男性139人，女性131人（2011年12月31日），人口密度43人/平方公里。